# Большая золотая медаль SEP
Большая золотая медаль Общества поощрения прогресса (фр. Grande Médaille d’Or de la Société d’Encouragement au Progrès, Grande Médaille d'Or de la SEP) — ежегодная премия французского Общества поощрения прогресса (SEP). Присуждается с 1908 года за достижения, инициативу и служение обществу. Медалью награждены 11 лауреатов Нобелевской премии.

## Лауреаты
- 1908: Анри Фарман
- 1909: Морис Жанс[фр.] и Виктор Коллен
- 1910: Луи Лепин[фр.]
- 1911: Жан Эскар
- 1912: Фернан Басти[фр.]
- 1913: Шарль Телье[фр.]
- 1914: Эдуард Бранли
- 1920: Клеман Адер
- 1921: Жорж Клод
- 1922: Жюль Луи Бретон[фр.]
- 1923: Эдуар Белен[фр.]
- 1924: Луи Люмьер
- 1925: Макс Лобёф
- 1926: Огюст Люмьер
- 1927: Жан-Батист Шарко
- 1928: Expédition Citroën Centre Afrique - Croisière noire (фр.)
- 1929: Андре Оннора (фр.)
- 1930: Леон Гомон
- 1931: Луи Шарль Бреге
- 1932: Робер Эсно-Пельтри
- 1933: Фюльжанс Мари Огюст Бьенвеню
- 1934: Арсен д’Арсонваль
- 1935: Луи Блерио
- 1936: Поль Сежурне[фр.]
- 1937: Мариза Бастье
- 1938:  Жан Батист Перрен
- 1939: Рене Баше (фр.)
- 1947: Жан Мари де Латр де Тассиньи
- 1948: Габриель Вуазен
- 1959:  Альберт Швейцер
- 1960: Рауль Нордлинг[фр.]
- 1961: Марсель Паньоль
- 1962:  Луи Де Бройль
- 1963: Жаклин Ориоль
- 1964: Société Française des Ingénieurs d'Outre-Mer (фр.)
- 1965: Поль Эмиль Виктор
- 1966: Жером Каркопино
- 1967:  Франсуа Жакоб
- 1968: Жюль Ромэн
- 1969:  Альфред Кастлер
- 1970: Жорж Эрей[фр.], Франсис Перрен[фр.]
- 1971: Морис Женевуа
- 1972: Луи Лепренс-Ринге[фр.]
- 1973: Жак-Ив Кусто
- 1974: Робер де Вернежуль (фр.)
- 1975: Андре Шамсон
- 1976: Альбер Како[фр.], самолёт Конкорд
- 1977: Фонд Гульбенкяна (фр.), Национальная лига против рака (фр.)
- 1978: Жан Гитон
- 1979: Жан Мистлер
- 1980: Институт Пастера
- 1981: театр Комеди Франсез, Абель Ганс
- 1982:  Жан Доссе
- 1983: Коллеж де Франс
- 1984: Мариу Суариш
- 1985: ракета Ариан
- 1986: Консерватория искусств и ремёсел
- 1987: Жан Бернар (фр.)
- 1988:  Жан-Мари Лен
- 1989: Société Nationale de Sauvetage en Mer (фр.), Анри Циглер (фр.)
- 1990: Жан-Лу Кретьен
- 1991: Кристина Дерош-Ноблькур, Теодор Моно
- 1992: Ролан Морено
- 1993:  Люк Монтанье
- 1994: Жан-Франсуа Деньо[фр.]
- 1995: Эдуар Бонфус[фр.]
- 1996: Рене Монори
- 1997: Жак Сервье[фр.]
- 1998: Эрик Табарли[фр.], Николь Ле Дуарен
- 1999: Франсуа Мишлен
- 2000: Димитрис Аврамопулос, Мишель Сифр
- 2001: Пьер Карден
- 2002: Луи Швейцер[фр.]
- 2003: Ивон Гаттаз[фр.]
- 2004: Байрон Дженис, Марио Колайаково
- 2005: Пьер Клостерман, Ида Жанти-Росси (фр.)
- 2006: Жак Сулэ (фр.)
- 2007: Клод Алегр
- 2008: Кристиан Понселе
- 2009: Анна д’Орнано (фр.)
- 2010: Николь Амлин[фр.]
- 2011: Франсуа д’Орсиваль[фр.]
- 2012: Андре Жернез[фр.], Валери Андре
- 2013: Лин Рено, Жан Клод Шерман[фр.]
- 2014: Бернар Муссон, Кристиана Пежо[фр.]
- 2015: Мартен Аллар-Боке, Жан-Франсуа Рубо
- 2017: Монори, Катрин[фр.], Шануан-Мартьель, Пьер[фр.]
- 2018: Мартина Лено-Кьеффер (фр.), Люк Ферри (фр.)
- 2019: Сесиль Ладьяли (фр.), Жан-Пьер Раффарен
- 2020: Элен Каррер д'Анкосс, Тома Песке
- 2021: Эмманюэль Шарпантье
- 2022: Стефан Бансель (фр.)
- 2023: Элизабет Дюкотте, Роза Коссарт (фр.)